# Rosa Martirano
Rosalba Martirano (Cosenza, 15 ottobre 1968) è una cantante italiana jazz.

## Biografia
Il suo debutto sulle scene è come cantante d'opera in Tosca e La bohème con Anna Moffo e Katia Ricciarelli.
Nel 1988 prende parte, in RAI, come ospite alla trasmissione di jazz D.O.C. : Musica e altro a denominazione d'origine controllata, di Renzo Arbore e Gegè Telesforo.
Nel 1991 canta con altri jazzisti importanti al World Trade Center di New York e l'anno seguente è ospite in tour con Claudio Baglioni, con il quale esegue il brano Con tutto l'amore che posso.
Nel 1995 partecipa, insieme a numerosi big della canzone italiana, all'"Omaggio a Mia Martini" organizzato da Ruggero Pegna per Rai Due a Lamezia Terme.
Compone e canta nel progetto discografico Helahit ed il pezzo You stole my heartbeat, incluso in alcune compilation, ha un discreto successo.
Duetta ancora con Baglioni nella kermesse O' Scià, invitata a Lampedusa nel 2004, e al Teatro Brancaccio in un concerto di beneficenza. Nel suo primo lavoro discografico ospita, tra gli altri, un jazzista del calibro di Toots Thielemans.
Ha interpretato in un'originale versione bossanova, Albachiara di Vasco Rossi, realizzandone un videoclip per la regia e sceneggiatura di Orazio Sparano; è in seguito impegnata nel suo progetto “Rosa Martirano quartet”.

## Partecipazioni allo Zecchino d'Oro[3][4][5][6]

### Testo
- Forza Gesù (2010)
- Il rap del peperoncino (2011)

### Musica
- Forza Gesù (2010)
- Il rap del peperoncino (2011)